# Thriambus levis
Thriambus levis är en insektsart som beskrevs av Van Stalle 1984. Thriambus levis ingår i släktet Thriambus och familjen sporrstritar. Inga underarter finns listade i Catalogue of Life.